# تيموثي فاريل
تيموثي فاريل (بالإنجليزية: Timothy Farrell)‏ هو ممثل أمريكي، ولد في 26 يونيو 1922 بلوس أنجلوس في الولايات المتحدة، وتوفي في 9 مايو 1989 في الولايات المتحدة.

## وصلات خارجية
- تيموثي فاريل على موقع IMDb (الإنجليزية)
- تيموثي فاريل على موقع قاعدة بيانات الفيلم (الإنجليزية)